# 高贵龙胆
高贵龙胆（学名：Gentiana gentilis）是龙胆科龙胆属的植物，为中国的特有植物。分布于中国大陆的云南等地，生长于海拔2,000米至2,700米的地区，常生于山坡林缘以及林下，目前尚未由人工引种栽培。